# ブルガリアン・ヴォイス アンジェリーテ
ブルガリアン・ヴォイス アンジェリーテ (The Bulgarian Voices Angelite、別名:The Bulgarian Women's Choir) またはアンジェリーテは、ブルガリアの民俗音楽であるブルガリアン・ヴォイスの女性コーラスグループである。

## 来歴
- 1952年、アンジェリーテの前身となる、ブルガリア国立放送合唱団（RTB合唱団）が結成される。
- 1986年、グループ名を大ヒットアルバム「ブルガリア声の神秘」と同じ "Le Mystere des Voix Bulgares" と名乗るようになる。
- 1987年、ドイツのレコード会社 Jaro（英語版） と契約を結んだのを機に、国際的な活動を本格化させた。
- 1993年、アルバム『From Bulgaria with Love』がアメリカのグラミー賞にノミネートされた。
- 1995年、グループ名を "ブルガリアン・ヴォイス・アンジェリーテ" に変更。同年、初来日。阪神・淡路大震災の復興イベントに参加。楽曲「Hiroshima」を発表。和太鼓のグループである鼓童と佐渡島で共演したほか、新宿、大阪で公演を行う。
- 1996年、ノーベル平和賞記念コンサートに出演。
- 1997年、モスクワ建都850年祭に出演。
- 2004年、ディズニー映画『ブラザー・ベア』のサウンドトラックに参加。フィル・コリンズが作曲した「変身」（原題「Transformation」）を歌った（別名の The Bulgarian Women's Choir 名義）。
- 2018年、23年ぶりに来日公演を行う（東広島、兵庫、武蔵野）。
- 2018年、音楽監督・指揮者に KATYA BARULOVA が就任。
- 2019年、新体制の下、６年ぶりのアルバム『ヘリテージ〜未来への遺産』をリリース。9月に３度目となる来日公演を予定（つくばノバホール、豊田市コンサートホール、三鷹市芸術文化センター、すみだトリフォニーホール、ハーモニーホールふくい）

## 音楽
- 伝統的な合唱スタイルを継承するとともに、フィリップ・クーテフ（英語版）などブルガリアの現代作曲家からインスピレーションを得て、芸術性の高いコーラス・ワークやアンサンブルを確立。
- 地声で、ノン・ビブラートで歌い、ベルカント唱法では出せない強烈なハーモニーである。
- ハーモニーの源は、土着のポリフォニーやドローン形式にある。
- ブルガリアの独特の変化に富んだリズム（5拍子、7拍子、9拍子、11拍子など）で歌われている。

## メンバー
2019年の来日予定メンバー
- Biserka Danova-Pilarska（ビセルカ・ダノヴァ・ピラルスカ）
- Bilyana Sokolova（ビリャナ・ソコロヴァ）
- Polina Dimitrova（ポリナ・ディミトロヴァ）
- Tatyana Duparinova（タティヤナ・ドゥパリノヴァ）
- Nadezhda Stoilova（ナデジダ・ストイロヴァ）
- Sonya Keremetchieva（ソニャ・ケレメッチエヴァ）
- Yuliya Koleva（ユリア・コレヴァ）
- Nadya Vladimirova（ナディヤ・ヴラディミロヴァ）
- Galya Haralambieva（ガリャ・ハラランビエヴァ）
- Stanislava Vasileva（スタニスラヴァ・ヴァシレヴァ）
- Kostadinka Ratsova（コスタディンカ・ラツォヴァ）
- Vanya Vakari（ヴァニャ・ヴァカリ）
- Kostadinka Inkova（コスタディンカ・インコヴァ）
- Velichka Chausheva（ヴェリチカ・チャウシェヴァ）
- Valeria Petrova（ヴァレリア・ペトロヴァ）
- Ekaterina Bogdanova（エカテリナ・ボグダノヴァ）
- Tonia Iankova（トニャ・ヤンコヴァ）
- Stilyana Aleksieva（スティリャナ・アレクシエヴァ）

指揮
- Katya Barulova（カティヤ・バルロヴァ）

## ディスコグラフィー

### アルバム
- Mysteries (1991年)
- From Bulgaria with Love (1992年)
- Melody, Rhythm & Harmony (1993年)
- Mercy for the Living (1999年)
- An Angel’s Christmas (2003年)
- Angelina (2013年)
- ヘリテージ〜未来への遣産 (2019年)

### ライブ・アルバム
- The Nidaros Concert (1983年)
- A Cathedral Concert (1988年)
- Live In Kobe (1996年)

### コラボレーション・アルバム
- Fly, Fly My Sadness (1995年)[1]
  - The Bulgarian Voices Angelite Feat. Huun-Huur-Tu, Sergey Starostin & Mikhail Alperin 名義
- Mountain Tale (1997年)
  - The Bulgarian Voices Angelite & Moscow Art Trio with Huun-Huur-Tu 名義
- Balkan Passions (2002年)
  - マリア・ファラントゥーリ、セゼン・アクス、オカイ・テミズ（英語版）、ファンファーレ・チョカルリア との共作
- Legend (2010年)
  - The Bulgarian Voices Angelite with Huun-Huur-Tu & Moscow Art Trio 名義

### ベスト・アルバム
- Voices Of Life (2000年) ※The Bulgarian Women's Choir - Angelite 名義
- Passion - Mystism & Delight (2017年、邦題『パッション、ミスティズム＆ディライト ～アンジェリーテ 30年の軌跡』)